# Mratkino
Mratkino (en russe : Мраткино, en bachkir : Морат) est une petite montagne dans le Sud de l'Oural, en Russie, ainsi qu'une très petite station de ski aménagée sur ses pentes, sur le territoire de la ville de Beloretsk, dans le raïon éponyme, en Bachkirie.

## Géographie
- Altitude absolue : 806 m
- Hauteur relative : 530 m
- Longueur de la montagne : 2 300 m
- Déclivité : 12-70 %
- Dénivelé : 300 m

## Histoire
Il s'agit de l'une des plus anciennes stations de l'Oural. Mratkino fut l'une des stations pionnières de l'Oural et même de l'URSS lorsque le ski se développa en Union Soviétique. Trois élèves de l'école de ski de Beloretsk participèrent aux jeux olympiques.
En 1992, la station appartient au Combinat métallurgique de Beloretsk (russe : ОАО Белорецкий металлургический комбинат). Le 26 janvier 2010, le combinat transféra gratuitement la propriété du centre de ski à la république de Bachkirie. Une discussion eut lieu pour savoir si le nom de la station devait alors changer en Beloretsk.

## Domaine skiable
Du fait de ses caractères techniques, la station de Mratkino est utilisée pour la préparation de sportifs de haut niveau et l'organisation de compétitions de niveau tant national qu'international.
Le petit domaine, situé à la sortie de la ville, est constitué de deux sous-domaines. Le domaine orienté au sud et du côté de la ville est desservi par trois téléskis, et quatre pistes. Le versant nord n'est accessible que par une marche à pied de quinze minutes depuis le domaine principal. Il est desservi par un téléski tchèque de conception archaïque et qui semblait ne plus être en fonctionnement en 2012. Sa piste est envahie par divers arbustes. Depuis le sommet de ce téléski, il est possible d'apercevoir le mont Iamantaou.